# Peter Dombrovskis
Peter Dombrovskis (né le 2 mars 1945 à Wiesbaden – mort le 28 mars 1996 en Tasmanie) est un photographe australien, célèbre pour ses clichés du lac Pedder.

## Biographie
Né de parents lettons dans un camp de réfugiés à Wiesbaden, il émigre avec sa famille en 1950. Protégé du photographe et écologiste Olegas Truchanas (en), Peter Dombrovskis prenait des photographies des régions les plus reculées de la Tasmanie.
Il meurt d’une crise cardiaque alors qu’il prenait des clichés dans la chaîne montagneuse de la chaîne Arthur.nla.pic-an24314453 Photographies de Dombrovskis sur le site de la Bibliothèque nationale australienne]

## Source de la traduction
- (en) Cet article est partiellement ou en totalité issu de l’article de Wikipédia en anglais intitulé « Peter Dombrovskis » (voir la liste des auteurs).